# Charles Peterson
Charles Simon Peterson, född 29 augusti 1873 i Södra Daglösen i Färnebo socken söder om Filipstad, död 8 september 1943 i USA, var en svenskamerikansk industriman.
Peterson emigrerade till USA 1887, utbildade sig till boktryckare och var chef för Peterson linotyping co. 1899–1924 och senare ledare för Kenfield-Leach co. Peterson var även en framskjuten republikansk kommunalpolitiker i Chicago och var 1927–1931 stadskassör. Han var en av de ledande krafterna i arbetet för Chicagoutställningen 1933 som vice ordförande i utställningsstyrelsen. Varmt intresserad av Sverige, kom Peterson vid flera tillfällen att understödja svenska kulturföretag i USA och gjorde betydande donationer, bland annat en tavelsamling till Smålands museum till minne av hans hustru Thyra.